# شاين تشارلز
شاين تشارلز هو واثب حواجز ‏ غرينادي، ولد في 30 أغسطس 1983 في سانت جورجز في غرينادا.

## وصلات خارجية
- شاين تشارلز على موقع الاتحاد الدولي لألعاب القوى (الإنجليزية)